# Ричардсон, Джеймс
Джеймс Ричардсон (англ. James Richardson; 3 ноября 1809, Бостон, Линкольншир, — 4 марта 1851, Нгурутуа) — британский путешественник.
Ричардсон организовал экспедицию в 1845 году из Туниса и Триполи в Ливии в оазисы Гадамес и Гат в пустыне Сахаре. Там он собрал сведения о туарегах и через девять месяцев возвратился в Триполи. В 1849 году в Лондоне вышла его книга «Travels into the great desert of Sahara» о его путешествиях по Сахаре.
В 1849 году британское правительство поручило Африканскому обществу содействия открытию внутренних областей Африки организовать экспедицию через пустыню Сахара в район озера Чад для разведки древних караванных путей и установления торговых отношений со странами Судана. Ричардсон возглавил эту экспедицию в марте 1850 года в компании с Генрихом Бартом и Адольфом Офервегом. Ричардсон стал первым европейцем, пересёкшим плоскогорье Гамада в Сахаре.
Дневники путешествий Ричардсона были опубликованы посмертно, это «Narrative of a mission to Central Africa» (в двух книгах, Лондон, 1853) и «Travels in Morocco» (в двух книгах, Лондон, 1859).